# قائمة برمجيات استعادة البيانات
وفيما يلي قائمة باشهر البرمجيات لاستعادة البيانات (بالإنجليزية: data recovery software)‏

## برامج ذات إقلاع Bootable
في غالب الاحيان تتم عملية استعادة واسترجاع البيانات من نظم تشغيل توقف عملها ولا يمكنها الإقلاع، فنحتاج إلى بديل وغالبا يكون البديل قرص مدمج ذاتي الاقلاع LiveCD أو ذاكرة متنقلة تلقائية الإقلاع USB Flash , يمكن تسميتها توزيعات ذاتية الإقلاع Live Distro وهي تحتوي على ادنى المتطلبات لنظام تشغيل (نظام تشغيل باقل المكونات), بعض الامثلة كالتالي:
- البيئة المثبتة مسبقا المسماة بارت BartPE وهو بنظام اكس بي.[1]
- قرص الإصلاح التمهيدي ذاتي الإقلاع Boot-Repair-Disk وهو بنظام لينكس ويصلح للعديد من توزيعات لينكس وغيرها
- فينيكس Finnix وهي نظام تشغيل من اصول دبيان.[2]
- Data Rescue 3 وهي بنظام تشغيل ماك أو اس وتدعم نظم الملفات HFS و HFS+ .[3]
- Data Rescue PC3 وهي بنظام تشغيل من اصول لينكس وتدعم نظم ملفات جدول توزيع الملف وإن تي إف إس.[4][5]
- الاسطوانة المشهورة هيرن بوت Hiren's BootCD .[6]
- كنوبيكس Knoppix .[7][8]
- سبين ريت SpinRite .[9]
- اسطوانة انقاذ النظام SystemRescueCD .[10]
- معدات انقاذ النظام ترينيتي Trinity Rescue Kit .[11][12][13]
- وين بي إيه WinPE .[14]
- اسطوانة الإنقاذ المطلقة لويندوز Ultimate Boot CD for Windows .[15]

## برامج فحص الثبات checkers
- امر CHKDSK ويستخدم من موجه الأوامر في نظام التشغيل ويندوز.[16]
- الاداة Disk First Aid وتستخدم مع ماك Mac OS 9 .[17]
- البرنامج الخدمي Disk Utility ويستخدم مع نظام التشغيل ماك اوه اس اكس Mac OS X .
- الامر fsck ويستخدم مع نظم التشغيل يونيكس ولينكس ومشابهي يونكس.
- التطبيق جي بارتد جي بارتد.[18]

## برامج استرداد الملفات recovery
- اداة سي دس رولر CDRoller .[19][20][21]
- الاداة الخدمية Data Recovery Wizard المطورة بواسطة شركة ايزي يوز EaseUS وتستخدم لويندوز وابل ماكنتوش وتستطيع التعامل مع عدد كبير من نظم الملفات مثل FAT و NTFS و EXT2 و EXT3 و HFS .[22][23]
- تطبيق ديسك دريل الاساسي Disk Drill Basic وهي إصدار مجاني من ديسك دريل ويستخدم لماك اوه اس اكس MAC OS X .[24][25]